# Grevillea pectinata
Grevillea pectinata är en tvåhjärtbladig växtart som beskrevs av Robert Brown. Grevillea pectinata ingår i släktet Grevillea och familjen Proteaceae. Inga underarter finns listade i Catalogue of Life.